# Helichrysum sessilioides
Helichrysum sessilioides là một loài thực vật có hoa trong họ Cúc. Loài này được Hilliard mô tả khoa học đầu tiên năm 1973.